# Idaea dilutaria
Idaea dilutaria là một loài bướm đêm thuộc họ Geometridae. Nó được tìm thấy ở châu Âu.
Loài này có sải cánh dài 20–22 mm. Con trưởng thành bay làm một đợt vào tháng 7 .
Ấu trùng ăn Helianthemum nummularium.

## Hình ảnh

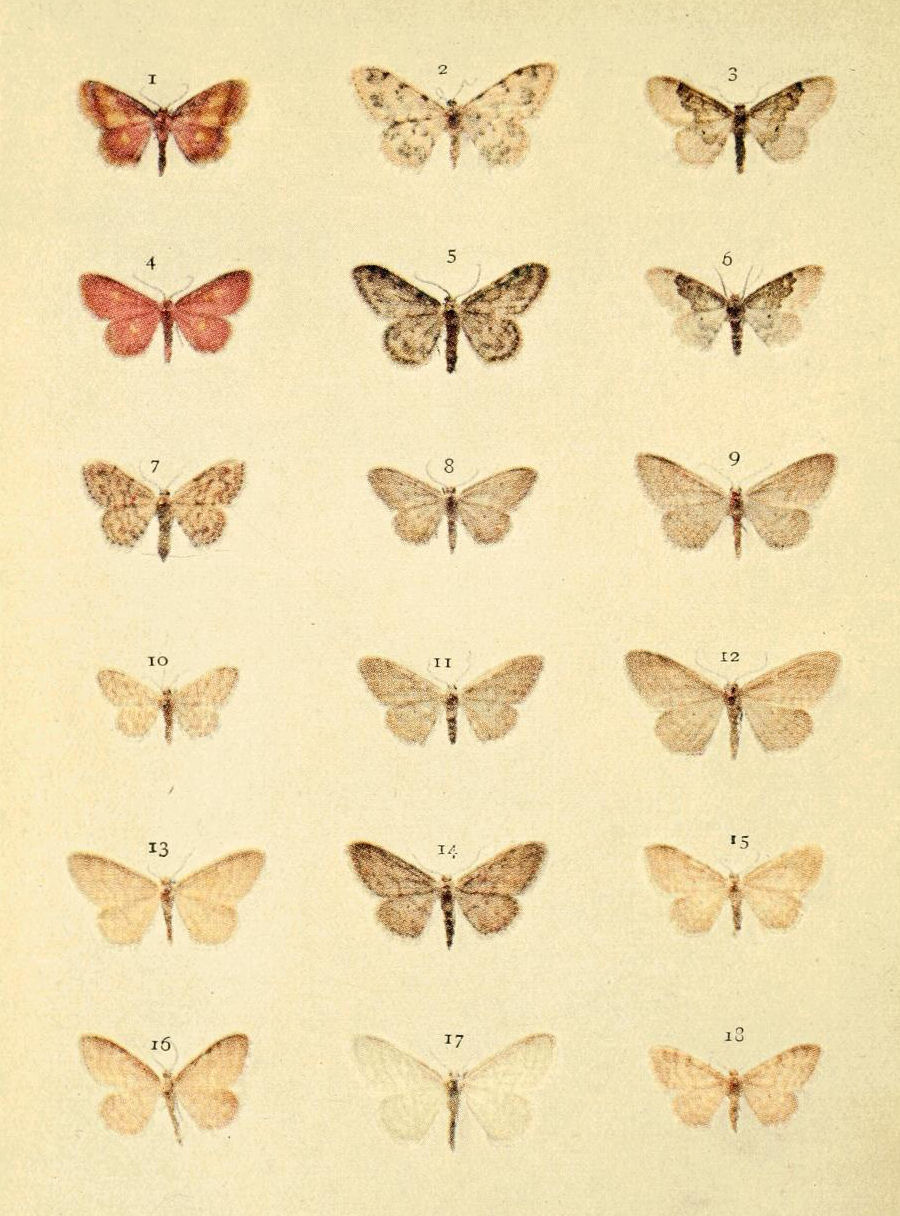